# Super TV Oristano
Super TV Oristano è un'emittente locale della provincia di Oristano che trasmette dall'omonimo capoluogo.

## Storia
Super TV nasce nel 1985 a Guspini. Il suo nome richiamò quello della radio locale del gruppo Radio Super Sound (emittente radiofonica di Guspini tuttora attiva). Durante i primi anni di attività, la copertura di Super TV si estendeva su tutto il Medio Campidano e la parte meridionale della Provincia di Oristano. Negli anni novanta con l'entrata in vigore della legge Mammì sul riordino del sistema radio-televisivo italiano, l'attività dell'emittente venne segnata in modo netto. A causa del limite territoriale imposto dalle nuove normative all'emittenza radiotelevisiva locale, la copertura del segnale fu circoscritta per il solo territorio di Guspini. Il palinsesto ne risentì, diventando strettamente locale.
Verso la fine degli anni novanta, con l'entrata in vigore del nuovo piano delle frequenze radiotelevisive, l'emittente cominciò ad aumentare il suo bacino d'utenza verso la provincia di Oristano. Nel 1999 grazie ad un accordo tra la vecchia proprietà, la società Naik e la società Stampa Service, la sede di Super TV venne trasferita ad Oristano.
Nel 2001 nacque la società Super TV s.r.l., con l'obiettivo di acquistare l'intera emittente (separandosi quindi da Radio Super Sound, la quale rimase a Guspini). Durante il nuovo corso di Super TV vennero privilegiati programmi e contenuti di area cattolica. La rete diretta dal giornalista Gianni Ledda, segue tutte le funzioni religiose dell'Arcidiocesi di Oristano, ma anche tutti i fatti, gli eventi e le manifestazioni del territorio oristanese. Inoltre in quegli anni l'emittente entra a far parte del circuito televisivo Telepace.

### Digitale terrestre
Nel mese di giugno del 2006, l'emittente accettò la proposta della rete regionale Videolina di acquistare gli impianti di Super TV, per lo sviluppo delle trasmissioni sul digitale terrestre.
L'accordo prevedeva che alla rete oristanese venisse destinato un canale all'interno del multiplex televisivo.
Super TV divenne quindi la prima emittente locale in Sardegna ad essere visibile esclusivamente in tecnica digitale terrestre, anticipando di 2 anni lo switch off in Sardegna. 
Nel mese di giugno del 2008 l'emittente cambia ragione sociale: da Televisione commerciale diventa Televisione comunitaria. Questo permette all'emittente di non avere un capitale sociale minimo per la sopravvivenza, ma gli basta avere un bilancio annuale in positivo e non avere un numero minimo di dipendenti.
In occasione dello switch off in Sardegna del 2008, il direttore dell'emittente Gianni Ledda annunciò che entro la fine dell'anno l'emittente sarebbe diventata a carattere regionale, cosa poi non avvenuta.
Dall'autunno del 2014 le trasmissioni di Super TV sono realizzate in alta definizione, ma trasmesse tuttavia in definizione standard.
Attualmente il mux di Super TV sulla frequenza UHF 25, ospita i contenuti già presenti nel mux 1 di Videolina in aggiunta a Super TV e a Nova Televisione (altra emittente oristanese).
Dal 27 maggio 2022 torna a essere visibile sul digitale terrestre nel mux regionale RL Sardegna 1.

## Programmazione
L'emittente ora gestita dall'associazione AS.CUL.T.A., acronimo di Associazione Culturale Televisiva Arborense e diretta dal giornalista Gianni Ledda, si rivolge a un pubblico prevalentemente adulto. Il suo palinsesto prevede programmi di cultura sarda (anche in Lingua sarda), di informazione locale dalla provincia di Oristano e programmi di area cattolica. Inoltre da diversi anni Super Tv fa parte del circuito televisivo Telepace. L'emittente non trasmette televendite.